# Tomasz Kordeusz
Tomasz Kordeusz (ur. 5 grudnia 1960 w Starachowicach) – polski autor tekstów i wykonawca autorskich ballad, także kompozytor piosenek i muzyki ilustracyjnej dla potrzeb radia, telewizji, reklamy itp. Autor haseł reklamowych, scenariuszy imprez artystycznych, kampanii reklamowych i PR. Członek Związku Polskich Autorów ZAKR oraz Stowarzyszenia Autorów ZAIKS. Z wykształcenia mgr ekonomii (kierunek: polityka gospodarcza i strategia przedsiębiorstw).

## Autor i wykonawca piosenek
Jego piosenki zdobywały nagrody na wielu festiwalach i przeglądach w kraju i za granicą. Największy przebój pop – Mamy po 20 lat z muzyką Aleksandra Maliszewskiego w wykonaniu Haliny Benedyk – był piosenką roku 1987. W tej samej konfiguracji twórczej Kordeusz i Maliszewski stworzyli kilkadziesiąt piosenek wydanych na płytach i kasetach. 2022 rok przyniósł Kordeuszowi nagrodę za najlepszy tekst na Festiwalu Piosenki Polskiej w Opolu. Piosenka „Czysta Woda” z tekstem Tomasza Kordeusza i muzyką Marcina Partyki, wykonywana przez Karolinę Lizer, wygrała koncert Premier zdobywając także nagrodę publiczności. Dla Karoliny Lizer autor napisał kilkanaście tekstów, których część znalazła się na jej nowej płycie „Onyks”. Z kompozytorem i aranżerem Wojciechem Zielińskim stworzyli dla Lizer kilka piosenek z których „Stacyjka Wesoła” wygrała konkurs na piosenkę o Warszawie – Gmina Wesoła a piosenka Tango Bar zdobyła na I Festiwalu „Kryształowy Kamerton” Związku Polskich Autorów i Kompozytorów ZAKR Grand Prix. Utwór „Aksamitnie” Karolina Lizer zaśpiewała w Debiutach opolskich, co było początkiem jej obecności na tym Festiwalu.
Jako wykonawca jest laureatem wielu przeglądów muzycznych, m.in. OPPA w 1983, 1986, 2006, 2014. Studenckiego Festiwalu Piosenki w Krakowie, KRAM-u, PPA w Myśliborzu i wielu innych. W 1993 roku nakładem Radia Kielce S.A. ukazała się jego autorska kaseta – Ulicami chodzą aniołowie. Latem 2006 roku kielecka grupa muzyczna Mafia zdobywała anteny rozgłośni radiowych piosenką Życie takie jest z muzyką Tomasza Bracichowicza i tekstem Kordeusza. W jego dorobku twórczym jest ponad 300 utworów.
W latach 1991–1993 wraz z Markiem Terczem stworzyli dla Marioli Góry (Berg) program złożony z pieśni i piosenek zatytułowany Maria Magdalena, wydany na kasecie nakładem Kieleckiego Radia Jedność. Dla Marioli Berg Kordeusz napisał także teksty i muzykę do większości piosenek z programu Show-szał, wydanych na kasecie nakładem Kuman Art.
Kordeusz pisze także dla dzieci. Piosenki jego autorstwa – Kołysanka dla misia, Hej, jaskółeczko, Musimy wierzyć – zwyciężały na wielu festiwalach w Polsce i za granicą. „Piosenka „Zabierz mnie do Filharmonii” znalazła się podręcznikach szkolnych.
Jest czynnym twórcą i wykonawcą. Koncertuje z własnym recitalem. Zainspirował też Kubę Stankiewicza i Ingę Lewandowską do pracy nad projektem – Jobim.pl, gdzie przetłumaczył i napisał kilkanaście polskich tekstów do największych standardów Antônia Carlosa Jobima, m.in.: Desafinado, Dziewczyna z Ipanemy, Dindi, Wody Marcowe, No more Blues, Fala, Tristi, Corcovado, temat miłosny z filmu Gabriela, goździki i cynamon. 
Na płycie Andrzeja Grabowskiego znalazły się dwa utwory Tomasza Kordeusza – „My Jesteśmy Harlem” i „Hydropiosenka”.
Na Festiwalu Gwiazd w Gdańsku w roku 2008 odbył się transmitowany przez TVP koncert Jest dobrze – piosenki niedokończone poświęcony pamięci Jana Himilsbacha i Zdzisława Maklakiewicza (reż. Janusz Kondratiuk, Krzysztof Materna). W koncercie wystąpiło wielu znakomitych wykonawców, a utwory do tekstów Kordeusza zaśpiewali Hanna Banaszak (Może to Sen) i Jacek Bończyk (Wszyscy polecimy w górę do nieba). Koncert ten został zarejestrowany na płycie CD.
Dla Piotra Salaty napisał teksty na wydaną przez „Universal Music Polska” płytę Czuła gra. Znalazła się na niej także kompozycja Tomasza Kordeusza „Kofeina”. 
Na początku lutego 2014 ukazała się najnowsza płyta zespołu Mafia pod tytułem „Ten Świat Nie Jest Zły”. Wszystkie premierowe piosenki powstały do tekstów T. Kordeusza.
Jesienią 2016 ukazała się nowa płyta Piotra Salaty pt. PS. Wszystkie teksty i trzy kompozycje należą do Tomka Kordeusza. Gościem na płycie został wokalista Gordon Haskell.
Tomasz Kordeusz jest autorem i kompozytorem piosenki Nasze ulubione świętokrzyskie, która wygrała konkurs z okazji 10-lecia województwa świętokrzyskiego. 
W październiku 2008 otrzymał Świętokrzyską Nagrodę Kultury II stopnia za osiągnięcia twórcze.
W koncercie „Premiery i Interpretacje” podczas Międzynarodowego Festiwalu Bardów OPPA 2014, piosenką „Na Niebieskim Fortepianie” zdobył pierwsze miejsce.
Najnowszą płytą autorską jest krążek pt. Jedwabiście, wydany przez Warsztat Antoniego w 2018 r.
W Internecie czasu pandemii publikuje cykl „Domowy Album z Piosenkami” w którym prezentuje swoje ballady.
Został odznaczony Srebrnym Krzyżem Zasługi, Złotym Krzyżem Zasługi a także brązową Gloria Artist.

## Satyra i kabaret
Kordeusz współpracuje także z artystami kabaretu, pisząc teksty piosenek i monologów. Jego partnerami są lub byli między innymi Stan Tutaj i Bronisław Opałko.
W latach 1991–2001 rysował satyryczne komentarze w największym ówcześnie kieleckim dzienniku – „Słowo Ludu”, pisał tam również felietony i humoreski. Wraz z Bogusławem Nowickim tworzył Kielecki magazyn Autorów – audycję satyryczną na antenie Radia Kielce.

## Praca w radiu i TV
Był współzałożycielem Radia MTM FM w Starachowicach, pierwszej i jedynej rozgłośni komercyjnej w tym mieście. Kierował także promocją Radia Kielce SA. 
Jako samodzielny specjalista ds. promocji współtworzył strategię promocyjną Programu I Polskiego Radia S.A. w Warszawie w latach 2005–2006. 
W czasie pracy w tym radiu stał się także współtwórcą koncertu Wielkie, większe, największe – 80 lat Polskiego Radia podczas Krajowego Festiwalu Polskiej Piosenki w Opolu w 2005 r.
Obecnie jest także wiceprzewodniczącym Rady Programowej TVP Kielce. Działa także w kilku stowarzyszeniach i organizacjach pozarządowych.

## Piosenki
- "Mamy po 20 lat" (muzyka Aleksander Maliszewski, sł. Tomasz Kordeusz, wykonanie Halina Benedyk)
- „W Rio” (muzyka Tomasz Kordeusz, sł. Tomasz Kordeusz, Gordon Haskell, wyk. Piotr Salata, Gordon Haskell)
- „Żywago” (muzyka Tomasz Kordeusz, sł. Tomasz Kordeusz, Gordon Haskell, wyk. Piotr Salata, Gordon Haskell)
- "Pora Wesołych Świąt ( muzyka Krystyna Prońko, sł. Tomasz Kordeusz, wyk. Krystyna Prońko)
- "Najpiękniejszy Letni Dzień" - (sł. Tomasz Kordeusz, muz. Mieczysław Jurecki wyk. Krystyna Prońko)
- „Jedwabiście” (muzyka, słowa i wykonanie Tomasz Kordeusz)
- „Ona Tak Ma” (muzyka Marcin Kindla, słowa Tomasz Kordeusz, wyk. zespół Mafia)[1]
- „Ja Tonę” (muzyka, słowa i wykonanie Tomasz Kordeusz)
- „Narożny Blues” (muzyka, słowa i wykonanie Tomasz Kordeusz)
- „To Krew” (muzyka, słowa i wykonanie Tomasz Kordeusz)
- „Żeby umrzeć, trzeba żyć” (muzyka, słowa i wykonanie Tomasz Kordeusz)
- „Stare kino Awangarda” (muzyka, słowa i wykonanie Tomasz Kordeusz)
- „Piosenka z chórem” (muzyka, słowa i wykonanie Tomasz Kordeusz)
- „Fujarki” (muzyka, słowa i wykonanie Tomasz Kordeusz)
- „Mamy po 20 lat” (muzyka Aleksander Maliszewski, wyk. Halina Benedyk)
- „Na Niebieskim Fortepianie” (muzyka i słowa Tomasz Kordeusz)
- „22.10” (muzyka i słowa Tomasz Kordeusz)
- „To Wolność” (muzyka i słowa Tomasz Kordeusz)
- „Ulicami chodzą Aniołowie” (muzyka i słowa Tomasz Kordeusz)
- „Pamiętasz Mamo” (muzyka i słowa Tomasz Kordeusz)
- „Czuła Gra” (muzyka Piotr Salata sł. Tomasz Kordeusz, wyk. Piotr Salata)
- „Jest Obok Nas Taki Świat (muz. Krzysztof Herdzin, sł. Tomasz Kordeusz, wyk Piotr Salata)
- „Hydropiosenka” (muzyka Krzysztof Niedźwiecki, słowa Tomasz Kordeusz, wyk. Andrzej Grabowski)
- „Może To Sen” (muzyka Krzysztof Niedźwiecki, słowa Tomasz Kordeusz, wyk. Hanna Banaszak)
- „Wszyscy Polecimy W Górę Do Nieba” (muzyka Krzysztof Niedźwiecki, słowa Tomasz Kordeusz, wyk. Jacek Bończyk)
- „Lubię Deszcz, Lubię Mgłę” (muzyka Robert Obcowski, Słowa Tomasz Kordeusz, wyk. Krystyna Prońko)
- „Aksamitnie” (muzyka Wojciech Zieliński, słowa Tomasz Kordeusz, wyk. Karolina Lizer)
- „Czysta woda” (muzyka Marcin Partyka, słowa Tomasz Kordeusz, wyk. Karolina Lizer)
- „Onyks” (muzyka Marcin Partyka, słowa Tomasz Kordeusz, wyk. Karolina Lizer)
- „Ślad” (muzyka Marcin Partyka, słowa Tomasz Kordeusz, wyk. Karolina Lizer)
- „Muzykanci” (muzyka Marcin Partyka, słowa Tomasz Kordeusz, wyk. Karolina Lizer)
- „Ptasi Puch” (muzyka Marcin Partyka, słowa Tomasz Kordeusz, wyk. Karolina Lizer)
- „Zakończmy to” (muzyka Paweł Poros, słowa Tomasz Kordeusz, wykonanie Mafia)
- „Sumertime Online” (muzyka Tomasz Bracichowicz, słowa Tomasz Kordeusz, wykonanie Mafia)
- „Ten Świat Nie Jest Zły” (muzyka Tomasz Bracichowicz, słowa Tomasz Kordeusz, wykonanie Mafia)
- „Niebo Znajdę w Tobie” (muzyka Marcin Kindla, słowa Tomasz Kordeusz, wykonanie Mafia)[2]
- Zaufaj Mi” (muzyka Witold Cisło, słowa Tomasz Kordeusz, wykonanie Piotr Salata)
- „Będziemy Niewidzialni” (muzyka Paweł Poros, słowa Tomasz Kordeusz, wykonanie Mafia)
- „To Wolny Kraj” (muzyka Zdzisław Zioło, słowa Tomasz Kordeusz, wykonanie Mafia)